# Jyväskylän Jalkapalloklubi
Maillots
Le JJK Jyväskylä est un club finlandais de football basé à Jyväskylä. Le Finlandais Basam Elfadl y est l'entraineur depuis janvier 2019.

## Historique
- 1923 - JyP Jyväskylä
- 1977 - JyP-77 Jyväskylä
- 1992 - Fusion du Jyväskylä PK et du JJK Jyväskylä
- 2012 - Première participation à une compétition européenne (C3)

## Bilan sportif

### Palmarès
- Championnat de Finlande de deuxième division (Ykkönen)
  - Vainqueur : 2008 et 2016

- Coupe de la Ligue finlandaise
  - Finaliste : 2010 et 2013

### Bilan européen
Note : dans les résultats ci-dessous, le score du club est toujours donné en premier.
| Saison    | Compétition  | Tour            | Club           | Domicile | Extérieur | Total  |
| --------- | ------------ | --------------- | -------------- | -------- | --------- | ------ |
| 2012-2013 | Ligue Europa | Premier tour Q  | Stabæk         | 2 - 0    | 2 - 3     | 4 - 3  |
| 2012-2013 | Ligue Europa | Deuxième tour Q | Zeta Golubovci | 3 - 2    | 0 - 1     | 3 - 3E |

Légende
- Victoire ou qualification pour le tour suivant
- Match nul
- Défaite ou élimination de la compétition